# 1916 - Der Unbekannte Krieg
1916 - Der Unbekannte Krieg (1916 - Războiul necunoscut) este un joc horror, aventură si acțiune gratis realizat de Kriegsgraben und Stormvogel ce a fost lansat pe 4 noiembrie 2011 (România). Jocul a fost produs în 5 săptămâni de o echipă de studenți de la DADIU⁠(en)[traduceți] în Danemarca.
Jocul poate fi descarcat pentru Windows, MacOS sau jucat pe un navigator web. Setările sunt disponibile în engleză și daneză.

## Descriere
Jocul are loc în timpul Primului Război Mondial. Personajul principal este un soldat german care încearcă să scape din tranșee către pământul nimănui⁠(en)[traduceți]. După un timp, acesta își dă seama că tranșeele au fost invadate de un grup de dinozauri. De-a lungul jocului, câteva scrisori pot fi găsite, acestea sunt scrise în germană pentru a adăuga la senzația și atmosfera jocului, dar pot conține și desene ajutătoare. Obiectele care pot fi găsite în joc includ o pușcă, rachete de semnalizare și membre ale soldaților morți folosite pentru a distrage atenția dinozaurilor, și o mască de gaze.